# Kartlien
Koordinaten: 41° 16′ 0″ N, 44° 30′ 10″ O

Kartlien (georgisch ქართლი Kartli) ist eine historische Region Georgiens. Sie umfasst die heutigen georgischen Verwaltungsregionen Niederkartlien (Kwemo Kartli), Mzcheta-Mtianeti, Innerkartlien (Schida Kartli), Tiflis und damit auch Südossetien.

## Geschichte

### Antike
In der Antike gehörten Teile Kartliens zeitlich zur Peripherie des urartäischen Reiches und des Perserreichs. Ab dem 6. Jahrhundert v. Chr. gehörte es zum ostgeorgischen Staat Iberien. Dieser wurde 66 v. Chr. römischer Klientelstaat. Ab dem 3. Jahrhundert war Iberien immer wieder an den Kriegen zwischen Rom und Persien beteiligt, weshalb auch Kartlien mehrfach die Oberhoheit wechselte. Zuletzt war es mit ganz Iberien byzantinischer Vasall, bevor es von den Arabern erobert wurde.

### Arabische Eroberung und Selbständigkeit
Mitte des 7. Jahrhunderts wurde Iberien arabischer Vasall. Obwohl es kurzzeitig seine Selbständigkeit zurückerlangen konnte und zwischen Byzanz und den Arabern umstritten war, konnte es sich nie längere Zeit von der Oberherrschaft des Kalifats befreien, da die Araber häufig Heereszüge nach Georgien unternahmen. Auch die Chasaren fielen mehrfach über den Kaukasus ein. 764 eroberten sie Tiflis.
Der Erismtawari in Tiflis, der die Zentralgewalt ausüben sollte, wurde durch den von den Arabern eingesetzten Emir von Tiflis und die ständigen Einfälle, die die Fürsten stärkten, immer schwächer. So lösten sich Kachetien und Heretien langsam aus dem Staat. Um 900 wurde Innerkartlien von Kachetien beherrscht, doch nachdem ab 908 der arabische Emir Abul-Kasim durch Georgien zog, das Amt des Erismtawari abgeschafft wurde und sich auch Tao-Klardschetien unter Aschot I. löste, eroberte dieser auch Innerkartlien, nach seinem Tod ging es aber wieder an das Emirat.
Ab den 40er Jahren des 9. Jahrhunderts verstärkten sich die Unabhängigkeitsbestrebungen des Emirats gegenüber den Arabern. Dabei wurde es auch wieder von einigen Fürstentümern unterstützt, besonders von Kachetien. So konnte sich Innerkartlien vollständig vom Emirat lösen, stellte es doch sonst für Kachetien keine militärische Gefahr dar. Andere Staaten stellten sich gegen Kartlien, so konnte Tao-Klardschetien nach einem Krieg an der Seite des Kalifats 842 Innerkartlien für sich beanspruchen. Es fiel in den 860er Jahren an Egrisi-Abchasien. Ende des 9. Jahrhunderts eroberte Armenien Niederkartlien, nach dem darauf folgenden Krieg zwischen Egrisi-Abchasien, Armenien und Tao-Klardschetien wurde Innerkartlien für etwa 10 Jahre bis 904 selbständig. Danach wurde es wieder abchasisch. Nach dem Feldzug Abul-Kassims 908 bis 914 gehörte es wieder zum Emirat von Tiflis. Bald nach dessen Abzug stießen die Abchasen erneut nach Kartlien vor, mussten sich wegen Thronstreitigkeiten nach dem Tod König Konstantins jedoch zurückziehen und Tao-Klardschetien kontrollierte das Land daraufhin. 924 wurde Innerkartlien erneut von den Abchasen besetzt.

### Vereinigung Georgiens
In der zweiten Hälfte des 10. Jahrhunderts verschärfte sich erneut der Kampf um Kartlien, das als Kernland für die Vereinigung Georgiens wichtig war. Daher bat der Eristawi von Innerkartlien, Ioane Maruschisde, den König von Tao Dawit III. Innerkartlien zu besetzen oder es seinem Sohn Bagrat zu übereignen. Daraufhin besetzte jener Innerkartlien und wurde als König Bagrat III. von Kartlien, bald darauf auch König des vereinigten Königreichs Georgien.
Das Emirat wurde daraufhin mehr und mehr von den umgebenden christlichen Staaten eingeschnürt. Zwar hatte Tiflis seine Bedeutung als Handelszentrum nicht verloren, war militärisch allen seinen Nachbarn unterlegen. 1068 verbündeten sich die Armenier, Kachetier, Seldschuken und das Emirat gegen das georgische Königreich. Nach einem gescheiterten Heereszug deren vereinigter Armee nach Westgeorgien zogen sie sich über Kartlien zurück. Dabei entzog der seldschukische Heerführer dem Emiren ihren Besitz und übergab ihn Fadlon, dem Herrscher von Gadlon. Bagrat IV. marschierte daraufhin gegen Tiflis, besiegte Fadlon und setzte den Emir wieder ein, der danach sein Vasall wurde. Die Seldschuken wurden so größtenteils aus Georgien herausgehalten.
Nach mehreren militärischen Niederlagen kamen jedoch nach 1080 jedes Jahr die Türken nach Georgien, um ihr Vieh zu weiden und zu plündern, dies betraf auch Kartlien. Auch nachdem der georgische König 1083 kapituliert hatte, zogen die Türken weiter plündernd durchs Land. Die Wirtschaft und Verwaltung brach weitgehend zusammen. Das Emirat gewann dadurch mehr Selbständigkeit zurück, verlor aber Niederkartlien an die Seldschuken. Erst mit König Dawit IV. besserte sich die Lage. Er vermochte durch Ausnutzen der Schwäche der Seldschuken nach dem ersten Kreuzzug Innerkartlien ganz wieder zurückerobern. 1110 gelang es den Georgiern, auch große Teile des Emirats von Tiflis einzunehmen, bis auf das östliche Niederkartlien. 1115 bis 1125 konnte auch der Rest Kartliens mit dem Königreich Georgien vereinigt werden.

### Mongolische Eroberung
Nachdem die Mongolen im Winter 1220 überraschend von der Wolga nach Süden gezogen waren, streiften sie das erste Mal Georgien und besiegten ein Heer von 10.000 Mann, hielten sich aber nicht länger auf. 1221 drangen sie bis Tiflis vor, blieben aber wieder nicht in Georgien, jedoch fiel Tiflis 1226 an die Choresmier, die es nach einer Rückeroberung 1227 erneut einnahmen. 1231 fielen die Mongolen erneut in Georgien ein und eroberten auch Kartlien. Von 1386 bis 1402 gehörte Kartlien zum zentralasiatischen Reich Timur Langs.

### Unabhängigkeit und russische Annexion

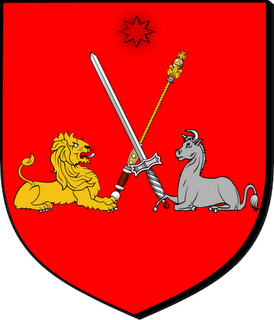
Wappen des Königreichs Kartlien

Im 15. Jahrhundert wurde Kartlien erneut unabhängig. Es litt in der Folgezeit oft unter persischen Invasionen. Das änderte sich auch nach der Vereinigung mit Kachetien 1762 nicht. 1795 marschierten die Perser unter Schah Aga Mohammed Khan (georgisch Agha Mahmad Chan Irakli) in Georgien ein. Nach der Schlacht von Krtsanisi eroberte er Kartlien und verschleppte 22.000 Menschen in die Sklaverei.
1783 stellte sich Kartlien-Kachetien mit dem Vertrag von Georgijewsk unter die Oberhoheit und den Schutz des Russischen Reiches. 1801 wurde Kartlien-Kachetien per Dekret des Zaren annektiert und sein Königshaus, eine Linie der Georgischen Bagratiden, entthront. Es wurde Teil des Gouvernements Tiflis (russisch Tiflisskaja Gubernija).

### 20. Jahrhundert
Von 1918 bis 1921 gehörte Kartlien zur Demokratischen Republik Georgien, von 1922 bis 1936 zur Transkaukasischen SFSR und von 1936 bis 1991 der Georgischen SSR 1936–1991. Seit 1991 ist es Teil des Staates Georgien.